# Государственный архив Пермского края
Государственный архив Пермского края (ГКБУ «ГАПК») — крупнейший исторический архив Прикамья, содержащий письменные, изобразительные и картографические документы и материалы по истории, культуре, этнографии, археологии и географии Пермского края, Урала и России начала XVII – начала XXI вв.

## История архива
Дата основания Государственного архива Пермского края ‒ 23 августа 1919 года. В этот день состоялось заседание Отдела народного образования Пермского губернского исполнительного комитета, на котором была создана Коллегия по архивным делам. Первым решением Коллегии стало учреждение Пермского губернского архива («Губархива»). Под архив была отдано три комнаты цокольного этажа здания, построенного в годы Первой Мировой войны на территории Пермского государственного университета (здание не сохранилось).
В круг основных задач Пермского губернского архива входил поиск и сбор документов упраздненных учреждений дореволюционной России. Уже в 1922 году на учёте в архиве состояло 159 фондов. В том же году при Губернском архиве было открыто справочное бюро, начавшее выдавать справки социально-правового характера различным учреждениям.
3 ноября 1923 года Пермский губернский архив был реорганизован в Пермский окружной архив. В середине 20-х годов в архиве появляются секретный и справочный отделы, введена система топографических указателей для поиска документов, разработано пособие по обработке архивных материалов, фонды были размещены по секциям (политико-правовой, военной, хозяйственной, культурно-бытовой). В 1927 году в архиве открывается первый читальный зал.
Следующее десятилетие отмечено чередой преобразований архива: в Пермское отделение Уральского областного архива (1930), затем в Пермское отделение Свердловского областного архива (1934), Исторический архив Пермской области (1938), Государственный архив Молотовской области (1940). В 1934 году в ведение архива передают отдельное здание по адресу: Комсомольский проспект, 43а.
В годы Великой Отечественной войны принимал на хранение многочисленные эвакуированные в г. Молотов архивные фонды из Центрального государственного архива Октябрьской революции, Центрального государственного архива Красной Армии, Центрального государственного исторического архива, а также различных учреждений из оккупированной территории СССР.
В 1945 году Государственный архив Молотовской области был включен в структуру научно-исследовательских учреждений СССР.
В связи с переименованием 2 октября 1957 года Молотовской области в Пермскую область Государственный архив Молотовской области (ГАМО) был переименован в Государственный архив Пермской области (ГАПО).
В 1966 году архив был переведен в новое, специально для него построенное здание по адресу: ул. Студенческая, 36.
В 1970-е годы началось создание личных фондов: ценные материалы архиву передали краеведы А. К. Шарц и М. Н. Колпаков, писатель В. П. Астафьев, и многие другие.
90-е годы стали для архива временем массового рассекречивания документов по политическим репрессиям, что дало возможность пострадавшим от репрессий (в частности — от раскулачивания), а также их родственникам и потомкам, получать справки с подтверждением факта раскулачивания и описью изъятого имущества.
В 2000-е годы происходили изменения в статусе и названии архива: сначала Государственный архив Пермской области был преобразован в Государственное областное учреждение «Государственный архив Пермской области» (2002), затем архив стал Государственным краевым учреждением «Государственный архив Пермского края» (2008). Свое нынешнее название Государственное краевое бюджетное учреждение «Государственный архив Пермского края» архив получил в 2011 году.
В марте 2004 года архиву было передано специально для него построенное дополнительное здание — пристрой к уже существующему зданию архива по ул. Студенческая, 36. 25 августа 2009 года архиву были переданы ещё два дополнительных здания для хранения документов по ул. Солдатова, 37.

## Состав фондов архива

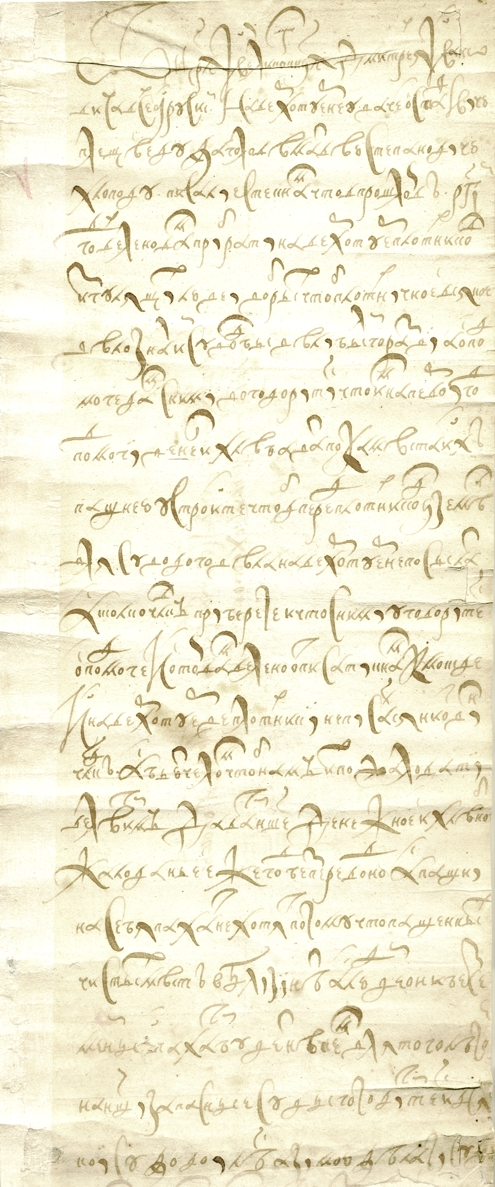
Грамота «царя Дмитрия Ивановича» (Лжедмитрия I) на Верхотурье о поиске плотников для постройки судов (1605 г.), ГАПК Ф. 715, Оп. 1, Д. 1, Л. 1.

В настоящее время в архиве хранится 2 356 фондов. Общее количество единиц хранения – 1 275 878. 
Архив содержит: 
- 514 фондов досоветского периода (119 829 единиц хранения);
- 1 842 фонда советского периода (951 077 единиц хранения);
- личные фонды (61 187 единиц хранения);
- фотографии (50 431 единиц хранения);
- аудиодокументы (1 104 единиц хранения);
- видеодокументы (460 единиц хранения);
- электронные документы (1 424 единиц хранения);
- научно-справочная библиотека (8 719 единиц хранения);
- фонд печатных изданий (63 862 единиц хранения), в том числе книги и брошюры (38 918 единиц хранения), журналы (12 095 единиц хранения), газеты (4 130 единицы хранения), другие виды (8 719 единиц хранения).

В архиве имеются 8 629 особо ценных и 8 уникальных архивных дел. Среди уникальных – самый ранний документ архива грамота «царя Дмитрия Ивановича» (Лжедмитрия I) на Верхотурье о поиске плотников для постройки судов (1605 г.). В число уникальных документов Государственного архива Пермского края также входят:
- Указ императрицы Елизаветы I об отпуске денег на содержание соляных заводов (1746);
- Указ о воцарении Екатерины II и присяга ей из Екатеринбургского духовного правления (1762);
- Указ Екатерины II о создании Пермского наместничества в составе двух областей — Пермской и Екатеринбургской, и учреждении губернского города Пермь;
- Всенародное объявление императора Александра I о войне с Наполеоном (1812);
- Герб рода Строгановых (1840-1892);
- Герб рода Пушкиных;
- Герб графа А.А. Аракчеева;
- Определение Совета Российско-Американской компании за подписью правителя канцелярии К.Ф. Рылеева о допуске граждан Северо-Американской Республики производить промысел в колониях компании (1824);
- Фотоальбом Пермского губернатора А.В. Болотова (1883-1892);
- Программа прощального обеда в честь отъезда П.П. Дягилева в г. Изюм (1882).

## Деятельность архива

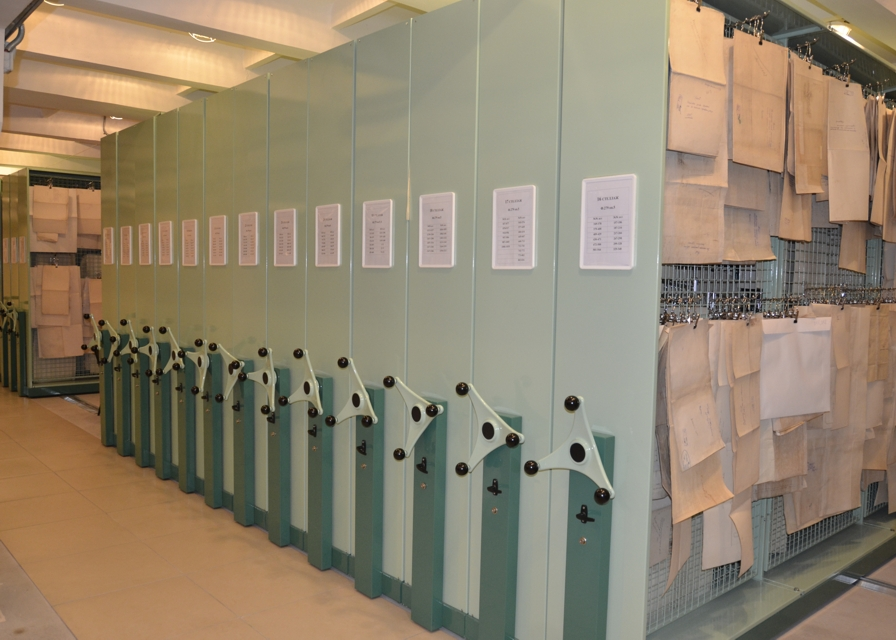
Картохранилище в главном здании Государственного архива Пермского края

Государственный архив Пермского края осуществляет деятельность по комплектованию фондов, хранению и учету документов, исполнению запросов граждан и использованию архивных документов. 
В настоящее время архив работает со 160 организациями-источниками комплектования, к числу которых относятся органы государственной власти, муниципальные учреждения, государственные и частные предприятия. 
В Государственном архиве Пермского края имеется 19 архивохранилищ, в том числе картохранилище, книгохранилище и хранилище фоно-, фото-, видеодокументов.
Архив регулярно выполняет работы по реставрации и восстановлению архивных документов. В лаборатории архива также осуществляется деятельность по обеспыливанию, обескисливанию и дезинфекции документов.
Архив работает с обращениями граждан, исполняя поступающие социально-правовые и тематические запросы.
В архиве имеется три читальных зала для самостоятельного исследования документального наследия.
В части использования архивных документов Государственный архив Пермского края осуществляет научную, публикационную и экспозиционно-выставочную деятельность, проводит мероприятия, направленные на популяризацию архивного дела в регионе — «Ночь в архиве», «Архивный фестиваль».
В мае 2016 в Национальном исследовательском университете «Высшая школа экономики» (Пермь) открылась базовая кафедра Государственного архива Пермского края — «Кафедра историко-документального проектирования» .

## Директора
- 1920 — А. А. Введенский (и.о.)
- Л. П. Шардина
- 1947—1960 — Е. Н. Лукьянова
- 1960—1970 — М. И. Плясова
- 1970—1975 — А. М. Селянкин
- к.и.н. М. А. Киприянова
- Т. Ю. Кукаркина
- 1994—1995 — д.и.н. С. И. Корниенко
- С. Н. Шереметьева
- Э. А. Панин
- 2006—2014 — Н. П. Лобанова
- 2014—2017 — к.и.н. А. А. Борисов
- 2017—2021 — к.и.н. И. В. Киреев
- с 2022 — к.и.н. Ю. А. Кашаева